# Antoine Chrysostome Quatremère de Quincy
Antoine Chrysostome Quatremère, dit Quatremère de Quincy, né le 28 octobre 1755 à Paris et mort le 28 décembre 1849 également à Paris, est un architecte, archéologue, philosophe, critique d'art et homme politique français.

## Biographie
Il était le second fils de François Bernard Quatremère de l'Épine, notable négociant qui avait reçu en 1780 des lettres de noblesse, et frère de Quatremère d’Isjonval. Il fit ses études au collège Louis-le-Grand, et s'y distingua surtout par un goût des plus vifs pour les arts. Destiné au barreau, il préféra se consacrer dès sa jeunesse à des recherches approfondies sur l'architecture, et la sculpture. Puis il se rendit à Rome en 1776, visita l'Italie, séjourna quelque temps à Naples, et recueillit dans ce voyage des éléments qui lui servirent à la rédaction de son Dictionnaire d'architecture, dont le premier volume ne parut qu'en 1788.
Lié à l'Italien Antonio Canova, aux Français Percier, Fontaine, Clérisseau et au statuaire Pierre Julien, il fut lauréat, en 1785, de l'Académie des inscriptions et belles-lettres pour son mémoire sur cette question : « Quel fut l'état de l'architecture chez les Égyptiens, et qu'est-ce que les Grecs en ont emprunté ? ». Ce succès engagea Charles-Joseph Panckoucke à lui confier la rédaction du volume Architecture de l’Encyclopédie méthodique, qui parut de 1795 à 1825. Il avait également acquis une solide renommée comme archéologue.
Lorsque la Révolution éclata, il en adopta très modérément les idées. Membre de l'Assemblée des représentants de la Commune de Paris, il y prononça le 2 avril 1790 un discours en faveur de la liberté des théâtres. Le 2 juillet 1791, il fut proposé pour le poste de gouverneur du Dauphin, proposition qui n'eut pas de suites, et, le 21 septembre 1791, fut élu député du département de Paris à l'Assemblée législative. Siégeant avec les royalistes, il y défendit la monarchie constitutionnelle. Il fit décréter le 12 mai 1792, malgré une vive opposition de la gauche, qu'une fête (Fête de la loi) serait célébrée pour honorer la mémoire de Jacques Guillaume Simonneau, maire d'Étampes, mort dans l'exercice de ses fonctions, prit la parole en faveur des ministres Bertrand de Molleville, Duport-Dutertre et Terrier de Montciel, et s'opposa le 10 juillet à la permanence des sections ainsi qu'à la déclaration de la patrie en danger, disant que c'était là « un moyen d'arriver à une nouvelle révolution ». Il intervint d'autre part dans les questions artistiques, présenta des observations sur les honneurs du Panthéon, et appuya les réclamations des artistes sur la distribution des prix, à la suite de l'exposition du Louvre.
Son attitude, favorable aux royalistes, le rendit impopulaire dans les derniers temps de la session. Ainsi le 8 août 1792, il se plaignit d'avoir été gravement insulté par la foule au sortir de la séance, où il défendit chaudement La Fayette, menacé d'un décret d'accusation. Il fut emprisonné en 1793, pendant la Terreur pour son opposition au Club des jacobins, puis relâché à la suite du 9 thermidor.
Plein de zèle pour la contre-révolution, il devint président de la section royaliste de la Fontaine-de-Grenelle, et prit une part active aux préparatifs de l'insurrection royaliste du 13 vendémiaire an IV. Pour cette raison, la commission militaire, siégeant au Théâtre-Français le condamna à mort par contumace, lui, ainsi que le comte de Vaublanc. Mais, six mois plus tard, il réapparut et fut acquitté par un jury qui déclara qu'il n'y avait pas eu de rébellion en vendémiaire.
Élu le 22 germinal an V (11 avril 1797) député de la Seine au Conseil des Cinq-Cents, il se montra plus ardent que jamais pour la cause royaliste, combattit les institutions républicaines, et fut inscrit sur les listes de proscription avec le parti clichyen après le coup d'État du 18 fructidor an V. Il réussit à se cacher, et fut rappelé, après le coup d'État du 18 Brumaire par le gouvernement consulaire qui le nomma secrétaire général du conseil général de la Seine le 20 mars 1800.
Il entra à l'Institut en 1804, et se rallia avec empressement en 1814 au gouvernement royal. Il fut nommé la même année censeur royal, charge dont il se démit aussitôt pour rester fidèle à ses opinions de 1790 sur la liberté des théâtres, et, en janvier 1815, intendant des arts et monuments civils. Il reçut la croix d'officier de la Légion d'honneur et le cordon de Saint-Michel, et occupa de 1816 à 1839 le poste de secrétaire perpétuel de l'Académie des beaux-arts. En 1818, il fut nommé professeur d'archéologie au cabinet des antiques de la bibliothèque nationale.
À partir de 1820, il fait partie de la commission des souscripteurs pour l'acquisition du Château et du Domaine de Chambord qui fut offert à Henri V, petit-fils de Charles X.
Il fut encore élu, le 13 novembre 1820, député de la Seine au grand collège avec 1090 voix sur 1846 votants. Il siégea alors au centre et vota jusqu'en 1822 avec les royalistes modérés.
En 1835, Charles Lenormant, le baron Jean de Witte, Jean-Antoine Letronne et Raoul-Rochette le nomment président de la revue Annales de l'Institut archéologique au moment de cette nouvelle publication. Le vice président en est le duc de Luynes.
Franc-maçon, il fut membre de la loge parisienne Thalie.
Il mourut dans sa 94e année, laissant de nombreux ouvrages sur l'archéologie et les beaux-arts, où Larousse remarquait une érudition vaste, mais mal digérée et une prolixité trop grande.
Il est enterré au cimetière du Montparnasse.

## Œuvre
En tant qu'architecte, Quatremère de Quincy transforma l'église de Sainte-Geneviève en un bâtiment laïc, le Panthéon.
En tant qu'urbaniste, Quatremère de Quincy est à l'origine du sauvetage et du transfert de la fontaine des Innocents à Paris. Il est surtout le penseur et le promoteur de la théorie de l'isolement des monuments dans le tissu urbain, beaucoup pratiquée au XIXe siècle.

## Citations
- « Imiter dans les beaux-arts, c’est produire la ressemblance d’une chose, mais dans une autre chose qui en devient l’image » (Essai sur la nature, le but et les moyens de l’imitation dans les beaux-arts, 1823)
- « On détruit la vérité imitative de chaque art, en voulant la compléter ou l’accroître » (Essai sur la nature, le but et les moyens de l’imitation dans les beaux-arts, 1823)
- En ce qui concerne l'architecture, il parla de « L'imitation dont on ne peut montrer le modèle. » Quatremère de Quincy (introduction de Léon Krier et Demetri Porphyrios), De l'Imitation, 1823, A.A.M., Bruxelles 1980, 508 pages

## Œuvres
- « Dictionnaire d'architecture » de l’Encyclopédie méthodique, éd. Panckoucke, 3 vols., Paris, 1788/1825
- Considérations sur les arts du dessin en France, suivies d'un plan d'Académie ou d'École publique et d'un système d'encouragement, 1791
- Transformation du Panthéon en son apparence actuelle, 1793
- Lettres sur les préjudices qu'occasionnerait aux arts et à la science le déplacement des monuments de l'art de l'Italie, 1796
- De l'Architecture égyptienne considérée dans son origine, ses principes et son goût, et comparée sous les mêmes rapports à l'architecture grecque, 1803 ; (numérisée, lien Internet Archive).
- Le Jupiter olympien, ou l'Art de la sculpture antique, Didot frères, Paris, 1814
- Considérations morales sur la destination des ouvrages de l'art, ou de l'influence de leur emploi sur le génie et le goût de ceux qui les produisent ou qui les jugent, et sur le sentiment de ceux qui en jouissent et en reçoivent les impressions, Paris, Adrien le Clere et Cie et Bourgeois-Maze (chez Lenormant, imprimeur-libraire), 1815, 113 p. (lire en ligne)
- Lettres écrites de Londres à Rome, et adressées à M. Canova, sur les marbres d'Elgin, Rome, 1818. Réédité à Paris en 1836, sous le titre : Lettres sur l’enlèvement des ouvrages de l’art antique à Athènes et à Rome écrites les unes au célèbre Canova, les autres au général Miranda.
- Essai sur la nature, le but et les moyens de l'imitation dans les beaux-arts, 1823
- Histoire de la vie et des ouvrages de Raphaël, 1824
- De l'Universalité du beau et de la manière de l'entendre, 1827
- Monuments et ouvrages d'art antiques restitués d'après les descriptions des écrivains grecs et latins, 1829 (2 vol.)
- Histoire de la vie et des ouvrages des plus célèbres architectes du XIe jusqu'à la fin du XVIIIe siècle, accompagnée de la vue du plus remarquable édifice de chacun d'eux, 1830
- Dictionnaire historique d'architecture, contenant dans son plan les notions historiques, descriptives, archéologiques, biographiques, théoriques, didactiques et pratiques de cet art, 2 vols., Paris, 1832 ;Cet ouvrage est une refonte partielle du précédent Dictionnaire…, notamment en ce qui concerne les articles issus des deux premiers volumes (par exemple : Caractère, Décoration, etc.)
- Canova et ses ouvrages, 1834
- Essai sur l'idéal dans ses applications pratiques aux arts du dessin, 1837
- Notice historique sur la vie et les ouvrages de M. Lethière, Paris, 1837? (OCLC 28658631)
- Histoire de la vie et des ouvrages de Michel-Ange Buonarroti, 1839.